# AE Большого Пса
AE Большого Пса (лат. AE Canis Majoris) — двойная затменная переменная звезда типа Алголя (EA) в созвездии Большого Пса на расстоянии приблизительно 2725 световых лет (около 835 парсеков) от Солнца. Видимая звёздная величина звезды — от +13,8m до +12,5m. Орбитальный период — около 3,4929 суток.

## Характеристики
Первый компонент — жёлтый гигант спектрального класса G6/8III.
Второй компонент — жёлто-белая звезда спектрального класса F0V.